# Natuurpark Sierra María-Los Vélez

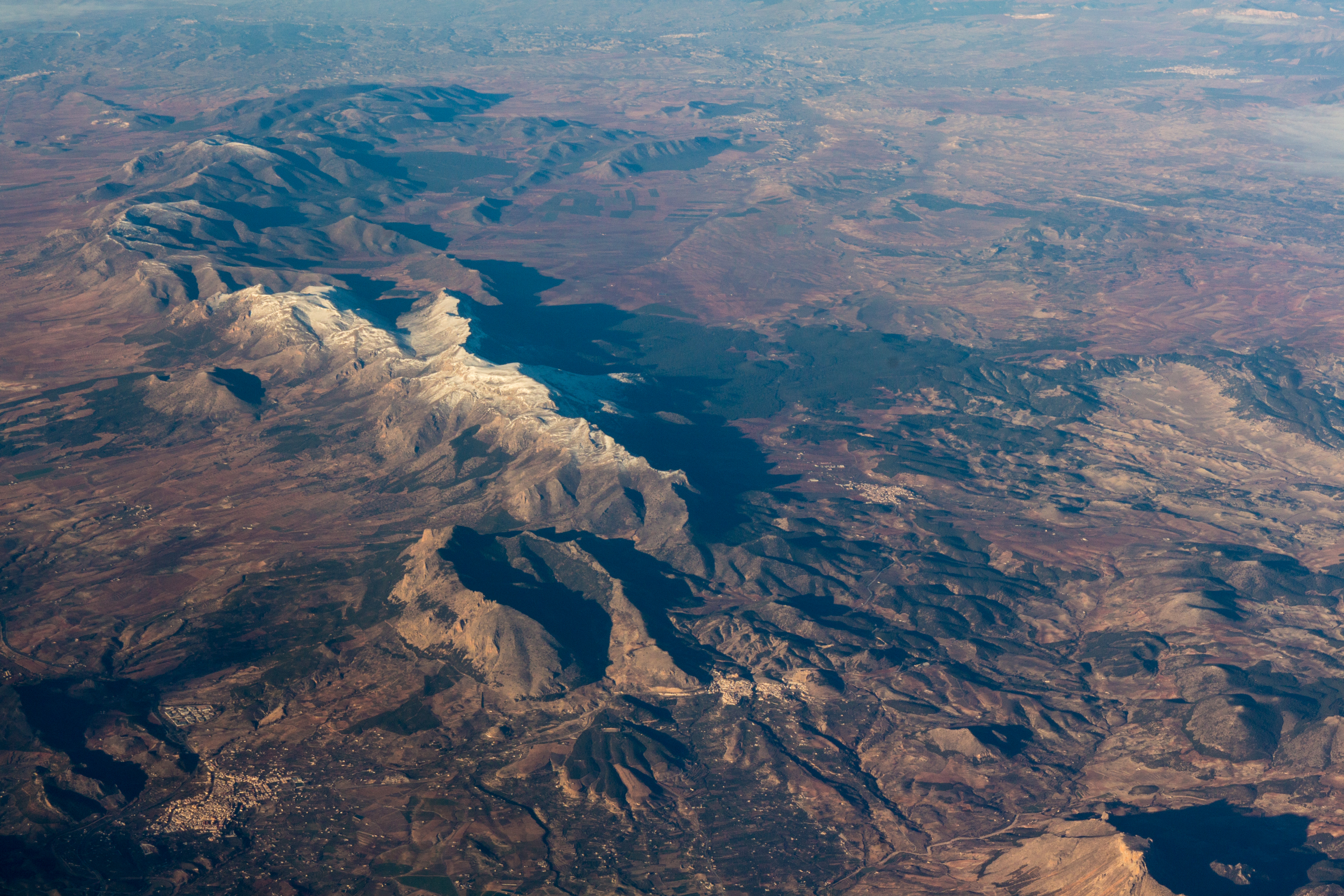

Het Natuurpark Sierra María-Los Vélez (Spaans: Parque natural de Sierra María-Los Vélez) is een natuurpark in Andalusië in Spanje. Het natuurpark werd opgericht in 1987 en is 22572 hectare groot. Het natuurpark omvat een bebost gebergte (Sierra de María) met zwarte den en Aleppoden; in het park komen verschillende roofvogels voor.